# 1355
Rok 1355 (MCCCLV) byl nepřestupný rok, který podle juliánského kalendáře započal čtvrtkem. 
Podle židovského kalendáře došlo k přelomu let 5115 a 5116. Podle islámského kalendáře nastal dne 24. ledna rok 756. 

## Události
- 06. ledna – Český král Karel IV. je korunován králem Itálie v Miláně
- 07. ledna – Král Alfons IV. Portugalský posílá tři muže, jejichž úkolem je zabít Inés de Castro, milenku svého syna Petra I., která rozpoutala revoluci a občanskou válku.
- 05. dubna – Král Karel IV. je korunován římským císařem
- 18. dubna – V Benátkách rozhodl koncil o popravě dóžete Marina Faliera za spiknutí s cílem zabít duchovní.
- 01. září – V tento den je poprvé písemně zmíněno Staré město Visoki bosenským králem Tvrtkem I. Kotromanićem

### Neznámé datum
- Duben – Kníže z Taranta Filip II. se žení s Marií z Kalábrie, dceru Karla z Kalábrie a Marie z Valois
- Srpen – Bitva u Nesbit Moor: Skotská armáda poráží Angličany
- Bitva u Ihtimanu: Osmané poráží Bulharskou říši

### Probíhající události
- 1337–1453 – Stoletá válka
- 1351–1368 – Povstání rudých turbanů

## Narození

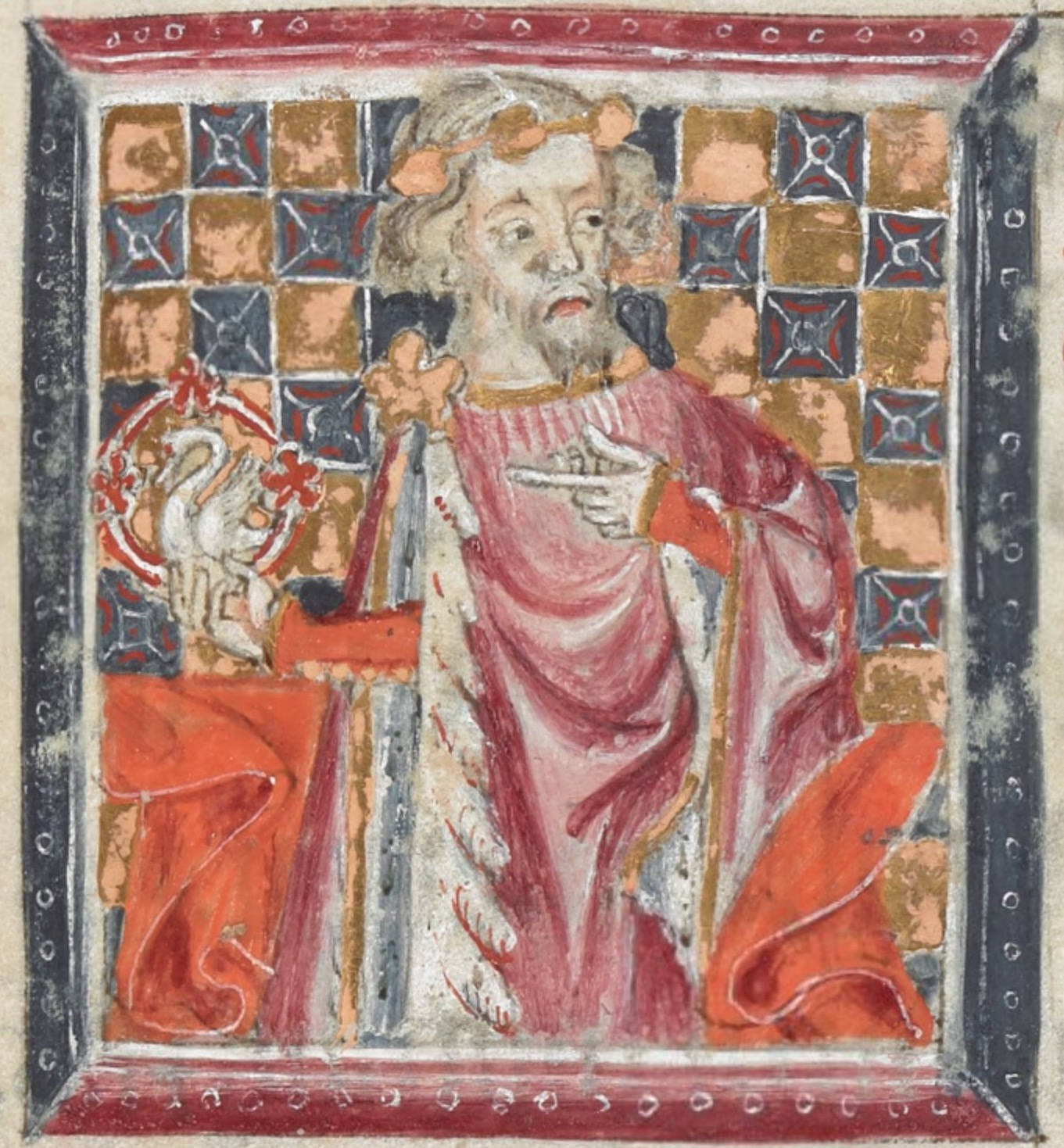
Tomáš z Woodstocku (* 7. ledna)

- 07. ledna – Tomáš z Woodstocku, nejmladší syn anglického krále Eduarda III. († 8./9. září 1397)
- 17. ledna – Antonín z Amandoly, italský katolický světec († 25. ledna 1450)
- 10. října – Ču Piao, nejstarší syn čínského císaře Chung-wua († 17. května 1392)
- neznámé datum
  - Mircea I., valašský kníže († 31. ledna 1418)
  - Jan Kastilský, syn kastilského krále Petra I. († 1405)
  - Isabela Kastilská, nemanželská dcera kastilského krále Petra I. († 23. prosince 1392)
  - Antonio Palomino, španělský malíř a kunsthistorik († 12. srpna 1726)
  - Mikuláš Magni z Jawora, slezský teolog a kritik římskokatolické církve († 22. března 1435)

## Úmrtí
- Štěpán Dušan († 20. prosince) 07. ledna – Inés de Castro, milenka portugalského krále Petra I. (* 1325)

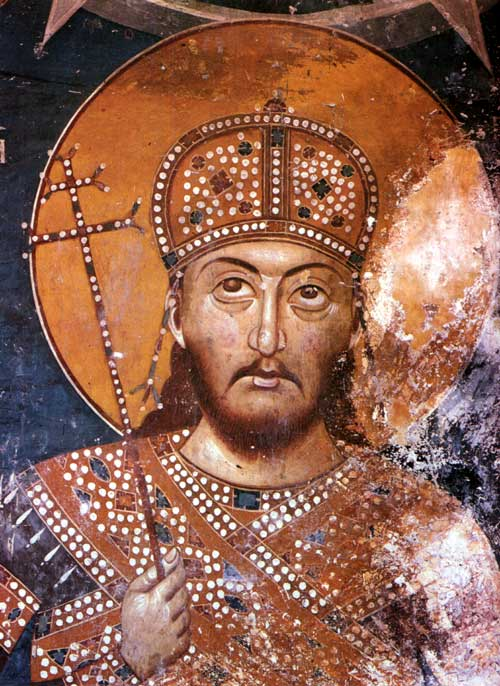
Štěpán Dušan († 20. prosince)

- 26. ledna – Chan Šan-tchung, čínský náboženský vůdce (* ?)
- 22. dubna – Eleonora Anglická, geldernská hraběnka z dynastie Plantagenetů (* 18. červen 1318)
- květen – Vladislav Těšínský, kníže těšínský (* mezi 1325–1331)
- 11. července – Fridrich I. Athénský, vévoda z Randazza, Athén, Neopatrie a hrabě z Malty (* ?)
- 16. října – Ludvík Sicilský, sicilský král (* 1337)
- 22. října – Konstancie Sicilská, sicilská princezna a regentka Sicilského království (* 1324)
- 05. prosince – Jan III. Brabantský, vévoda brabantský, lothierský a limburský (* 1300)
- 20. prosince – Štěpán Dušan, srbský car (* 1308)
- neznámé datum
  - Togto, mongolský státník a vojevůdce říše Jüan (* 1314)
  - Kateřina z Vartemberka, manželka Petra z Rožmberka
  - Kateřina Uherská, dcera uherského krále Karla I. Roberta a svídnická kněžna (* ?)
  - Mikuláš I. Druget, uherský šlechtic, vychovatel králova syna Ludvíka (* ?)
  - Boleslav Kozelsko-Bytomský, kníže bytomský, kníže kozelský (* kolem 1332)

## Hlava státu
- České království – Karel IV.
- Moravské markrabství – Jan Jindřich
- Opavské knížectví – Mikuláš II. Opavský
- Minsterberské knížectví – Mikuláš Malý
- Svatá říše římská – Karel IV.
- Papež – Inocenc VI.
- Braniborské markrabství – Ludvík II. Říman
- Vlámské hrabství – Ludvík II. z Male
- Rakouské vévodství – Albrecht II. Habsburský
- Anglické království – Eduard III.
- Francouzské království – Jan II.
- Portugalské království – Alfons IV. Statečný
- Aragonské království – Petr IV.
- Navarrské království – Karel II. Zlý
- Kastilské království – Petr I. Krutý
- Neapolské království – Johana I.
- Polské království – Kazimír III. Veliký
- Litevské velkoknížectví – Algirdas
- Uherské království – Ludvík I. Uherský
- Norské království – Haakon VI.
- Švédské království – Magnus IV.
- Dánské království – Valdemar IV.
- Lucemburské vévodství – Václav Lucemburský
- Byzantská říše – Jan V. Palaiologos a Jan VI. Kantakuzenos (spoluvládce)